# Paul Begala
Paul Edward Begala, né le 12 mai 1961, est une personnalité politique américaine du Parti démocrate. Ancien conseiller du président des États-Unis Bill Clinton, il est aujourd'hui analyste et commentateur politique. Il a été le présentateur, de 2002 à 2005, de l'émission de débat politique Crossfire diffusée sur CNN.

## Biographie
Il est né dans le New Jersey d'un père d'origine hongroise et d'une mère irlandaise. Il est de confession catholique.